# Зеленой, Семён Ильич
Семён Ильи́ч Зелено́й (8 (20) июля 1812 — 28 мая (9 июня) 1892) — русский адмирал (1877), директор Гидрографического департамента Морского министерства, учёный, гидрограф и астроном, известный педагог.

## Биография
Родился в Псковской губернии 8 (20) июля 1812 года в дворянской семье.
В 1822 году поступил в Морской кадетский корпус. Получив в 1828 году звание мичмана, был переведён в офицерские классы и 31 декабря 1831 года окончил их в чине лейтенанта флота.

Астрономическое образование Зеленой закончил в Юрьеве, под руководством знаменитого В. Я. Струве: 
Директор Морского корпуса И. Ф. Крузенштерн исходатайствовал о назначении меня в Дерпт, где советы и уроки Струве усвоили мне тайны астрономии и доставили возможность занятий ею, следить каждое новое открытие, новое улучшение по теоретической и практической части этой науки, а следовательно видеть и судить, что необходимо в настоящее время для морского офицера…
В 1833 году, как искусный наблюдатель, принимал участие в трудах хронометрической экспедиции под начальством Ф. Ф. Шуберта для определения долгот важнейших мест вдоль берегов и на островах Балтийского моря.
В 1835 году после окончания стажировки у В. Я. Струве в Дерпте Семён Ильич вернулся в МКК, где стал преподавать мореходную астрономию.
Два года (1837—1839) в звании лейтенанта флота читал в Санкт-Петербургском университете астрономию в её приложении к геодезии. Позже был директором гидрографического департамента и председателем Главного военно-морского суда.
В 1838 году Семён Ильич составил «Беседы с детьми об астрономии и небе». Книга имела большой успех, а её автор удостоился Высочайшей награды — бриллиантового перстня.
В 1842 году произведён в капитан-лейтенанты. В том же году Академия наук удостаивает его учебник «Астрономические средства кораблевождения» Демидовской премии. В. Я. Струве так писал об этом учебнике: 

«…труд сей не просто свод из лучших сочинений по сей части других наций, но труд самобытный, расположенный и исполненный по благоразумному обдуманному плану… Там где Автор действовал более независимо, именно в наблюдательной астрономии, он являет себя основательным знатоком теории астрономических инструментов, их устройства, … и моряком, которому употребление их на море известно из опыта…».
В 1844 году С. Зеленой издал замечательные для того времени «Лекции популярной астрономии, читанные публично…» (2-е изд. СПб. 1850). Их упоминает в своём автобиографическом сочинении «Летопись моей музыкальной жизни» Н. А. Римский-Корсаков:

«…прочитав однажды книгу „Гибель фрегата Ингерманланд“, запомнил множество морских технических названий. Читая лекции популярной астрономии Зеленого (мне было лет десять-одиннадцать), я с картой звездного неба разыскал на небе большую часть созвездий северного полушария, которые и до сих пор знаю твердо».
19 сентября (1 октября) 1845 года Семён Ильич становится Действительным членом Русского географического общества. В 1848 году назначен членом Морского ученого комитета, а в 1849 году произведён в капитаны 2-го ранга, после чего оставил службу в Морском ведомстве.
В 1850—1855 годах — директор Лазаревского института восточных языков в Москве. На этом посту Зеленой обнаружил «исключительные педагогические и административные способности и менее чем за пять лет поставил его на исключительную высоту, как со стороны внешнего порядка, так и внутренней организации». За всё это был награждён орденом св. Анны 2-й степени, произведён за отличие в полковники (1853), а за научные труды удостоен ордена св. Владимира 4-й степени как «достойнейший из достойных по уму, сердцу и образованию».

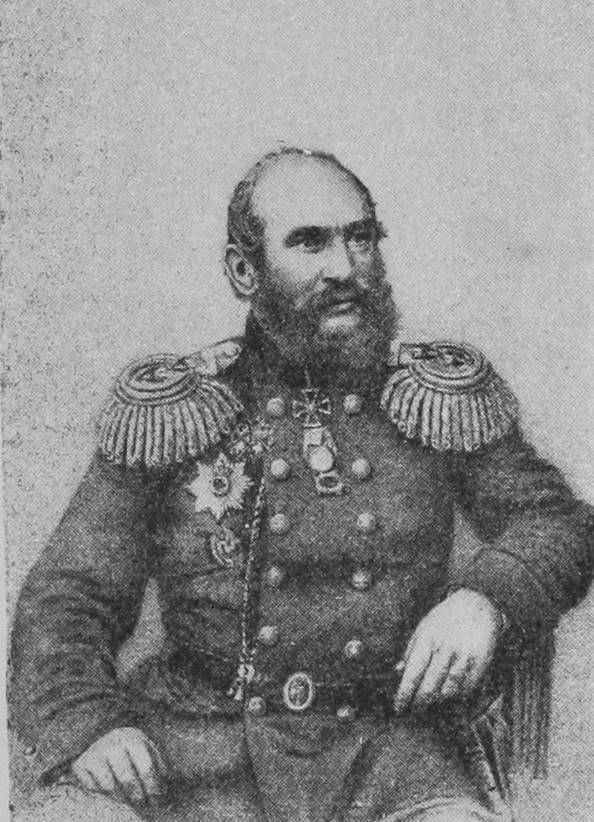
Военная энциклопедия Сытина, портрет

В 1855 году, вскоре после начала Севастопольской кампании, по личному желанию командующего флотом Вел. Кн. Константина Николаевича был возвращён во флот «как один из отличнейших моряков, ошибочно уволенных прежним начальством», с переименованием в капитаны 1 ранга и назначением вице-директором Гидрографического департамента Морского министерства.
В 1857 году произведён в генерал-майоры корпуса флотских штурманов, а в 1859 году – в контр-адмиралы. В чине контр-адмирала назначен директором Гидрографического департамента Морского министерства, где под его руководством сделан ряд капитальных гидрографических работ; составлены карты Балтийского и Каспийского морей, Ладожского озера и Восточного океана. 23 апреля (5 мая) 1861 года награждён орденом Святого Станислава I степени.
C 1861 года — председатель Морского Учёного Комитета, объединил и возглавил при этом главное руководство учёной и учебной частями во флоте. При его поддержке и личных трудах впервые наш флот стал обслуживаться мореходными инструментами русской работы, не только не уступавшими иностранным, но и превосходившими их тщательностью и точностью.
В 1866 году произведён в вице-адмиралы и избран председателем ученого отделения Морского Технического Комитета.
7 (19) декабря 1873 года Зеленой избран почетным членом Академии наук. Специализация: астроном, специалист по морскому делу.
С 1874 года — член Главного морского суда, в 1877 году произведен в адмиралы флота. В 1881—1891 годах — председатель Главного военно-морского суда. С 1891 года в отставке.
Последние годы жизни С. Зеленой состоял почетным членом Николаевской Морской Академии и морского технического комитета, Императорского Российского географического общества (ИРГО), действительный член астрономического общества. Полезные труды его были отмечены многими высокими наградами отечества: орденами Св. Александра Невского с бриллиантами, Св. Владимира 1-й степени, Белого Орла, Св. Анны 1-й степени, Св. Станислава 1-й степени.
Умер 28 мая (9 июня) 1892 года «в сознании исполненного долга перед Богом и Родиной». Похоронен на Смоленском православном кладбище.

## Память
В честь С. И. Зеленого назван мыс Зеленого (Карское море, залив Миддендорфа, о. Рыкачева вблизи Берега Харитона Лаптева, название мысу присвоено в 1900 году участниками Русской полярной экспедиции).

## Семья
Братья: Александр — адмирал, Иван (1811—1877) и Никандр (1829—1888) — генерал-майоры флота, Нил — капитан 2-го ранга.
Дети: Александр (1839) — генерал-майор; Константин (1843) служил во флоте; Илья (1851) состоял членом Таганрогского окружного суда.

## Труды
1. «Способ определения долготы места по наблюдению прохождения звёзд и Луны через меридиан» (СПб., 1838);
2. «Лекции алгебраического и трансцендентного анализа» (1838), составленные им совместно с С. О. Бурачком по лекциям профессора Остроградского;
3. «Беседы о пользе и необходимости астрономии» (СПб., 1840);
4. «Беседы с детьми об астрономии и небе» (2-е изд. СПб., 1840);
5. «Арифметика для морского кадетского корпуса» (СПб., 1852);
6. «Прямолинейная и сферическая тригонометрия» (2-е изд. СПб., 1855);
7. «Астрономические средства кораблевождения» (СПб., 1861);
8. «Лекции популярной астрономии» (читаны в Морском кадетском корпусе, 2-е издание СПб., 1866).